# Ests wegenmuseum
Het Ests Wegenmuseum is een museum in de Estse plaats Varbuse, gelegen in de gemeente Põlvamaa. Het museum is eigendom van de Estse Wegadministratie, een onderdeel van het Ministerie van Economische Zaken en Communicatie. Het heeft als doel om een diverse verzameling items gerelateerd aan Estse wegen, wegconstructies en verkeerserfgoed te verzamelen, te behouden, te interpreteren en tentoon te stellen. Het museum opende zijn deuren op 6 juni 2005 en heeft momenteel ongeveer 43.000 items in zijn collectie. Een opvallend kenmerk van het museum is de grootste collectie weggrademachines in Oost-Europa. In 2019 werd een nieuwe tentoonstellingshal van 1.500 m² geopend, waar onder andere een uitgebreide collectie wegconstructiemachines tentoongesteld wordt, daterend tot 1985.